# VyStar Veterans Memorial Arena
VyStar Veterans Memorial Arena (oorspronkelijk Jacksonville Veterans Memorial Arena ) is een multifunctionele arena in Jacksonville, Florida. Momenteel is het de thuisbasis van de Jacksonville Icemen van de ECHL, de Jacksonville Giants van de American Basketball Association en de Jacksonville Sharks van de Indoor Football League .

## Achtergrond
De arena werd in 2003 gebouwd als onderdeel van het Better Jacksonville Plan ter vervanging van het Jacksonville Coliseum. 
Op 12 maart 2019 leidde een stemming met 19-0 ertoe dat VyStar Credit Union sponsor werd van de arena. 
Verscheidene artiesten zoals Rihanna en Ariana Grande gaven een optreden in de arena. 